# Alcorochel
Alcorochel is een plaats (freguesia) in de Portugese gemeente Torres Novas en telt 880 inwoners (2001).